# Villa Tulumaya
Villa Tulumaya is een plaats in het Argentijnse bestuurlijke gebied Lavalle in de provincie Mendoza. De plaats telt 7.005 inwoners.